# 頓巴斯親俄武裝
頓巴斯親俄武裝是包括2014年俄烏戰爭爆發後俄羅斯扶植的分离主义武装分子和秘密非法进入乌克兰境内参战的俄罗斯军队组成的混合部队，於2022年俄羅斯吞併烏克蘭四州後併入俄羅斯陸軍。其编制主要由顿涅茨克人民军和卢甘斯克人民军组成，2014年9月至2015年5月两地武装曾组建为新俄羅斯联合军（俄语：Объединённые Вооруженные Силы Новороссии）。这些俄国武装组织被乌克兰政府視為偽軍及恐怖分子。
自其2014年成立起，有大量證據顯示俄军为其供應武器装备，甚至有俄正规军第6坦克旅现役的T-72B3坦克被乌军在交战中缴获，更有证据表明有俄军成员直接加入。然而，俄罗斯在初期的混合战争阶段公开否认有扶植過这些武装力量，直到2022年俄羅斯全面入侵烏克蘭前夕才公开承认了其在2014年在乌克兰顿巴斯地区建立的頓涅茨克人民共和國和卢甘斯克人民共和国两个傀儡政權。
除此之外，俄罗斯曾在2014年令其成建制的正规军部队在侵入乌克兰各地时除去一切识别标识，对外宣称这些武装分子是“当地民兵”而非俄罗斯联邦武装力量成员。这类“民兵”最初在克里米亚危机时出现，被称为“小绿人”。
在2022年2月俄罗斯全面入侵乌克兰之后，这些武装部队与俄军密切合作，参与了乌克兰东部攻势。与此同时，乌克兰俄占区当局还开始了大规模的强制征兵。此外，俄军还将在俄佔盧甘斯克和俄佔頓涅茨克征召的士兵投入了并非卢、顿两傀儡政权宣称领土的乌克兰其他地区的战斗。9月，俄军于占领区举办不受乌克兰及国际承认的公投并自称获高票通过，宣称将乌克兰俄占区并入俄国后将这些部队并入俄军。随后，俄军又开始在俄占赫尔松和俄占扎波罗热开始征兵，据报第一批将在扎波罗热州俄占区征兵3000人。

## 背景
2014年2月，被称为小绿人的武装分子（实为取掉识别标志的俄罗斯正规军）占领了克里米亚各战略要地和当地议会，俄方宣称这是克里米亚“民兵”所为。俄国随即操控当地议会举行了不受乌克兰及国际承认的“公投”宣布自乌克兰独立并旋即“加入俄国”。事后，俄羅斯格鲁乌退役中校伊戈尔·斯特列尔科夫在俄罗斯电视节目中承认其指挥“小绿人”占领克里米亚地方议会和军事要地并强行举办公投。
2014年4月7日，俄罗斯滲透者和親俄武裝占领哈尔科夫州行政大楼并宣布“独立建国”，成立所谓的“哈尔科夫人民共和国”。乌克兰军隊于次日重夺行政大楼控制权。此后，親俄武裝又策动了多起爆炸袭击事件，比較嚴重的包括在11月9日哈爾科夫市中心發生的爆炸炸傷13人。
2014年4月16日俄罗斯滲透者和親俄武裝宣布占据乌克兰的敖德薩州并建立「敖德薩人民共和國」，不久之后被乌克兰政府军消灭。但此事后来被普京作为发动战争的借口之一。
2022年9月，俄国在其于乌克兰卢甘斯克、顿内次克、扎波罗热、赫尔松四州的占领区单方面举行公投，并在一周后宣布得到“高票”通过，正式吞并乌东四州，但此公投不受乌克兰及大部分联合国会员国承认。随后，俄国宣布在扎波罗热和赫尔松的占领区强制征兵。

## 历史
2014年3月，顿涅茨克州“人民州长”帕维尔·古巴列夫创建了顿巴斯人民军。

帕维尔·古巴列夫选定的新俄罗斯国旗，2014年至2015年间被顿涅茨克州和卢甘斯克州武装分子用作战旗。

2014年9月，顿涅茨克州和卢甘斯克州的武装分子组成了新俄羅斯联合军。
2014年10月7日，卢甘斯克人民军成立。
2014年11月14日，顿涅茨克人民军成立。
2015年5月20日，新俄罗斯联邦解散。联合军因此解散为顿涅茨克人民共和国和卢甘斯克人民共和国的武装力量。
2022年2月22日，普京宣布承认于2014年由俄罗斯扶立的两个傀儡政权——顿涅茨克人民共和国和卢甘斯克人民共和国为独立国家。
2022年12月31日，頓巴斯兩支親俄武裝，正式併入俄羅斯陸軍，並分別改稱為俄國陸軍「第1頓內茨克集團軍」及「第2近衛盧甘斯克-北頓內茨克集團軍」，同時隸屬於南部軍區第8近卫合成集团军。
2024年7月，「第2近衛盧甘斯克-北頓內茨克集團軍」升格成第3近衛諸兵種合成集團軍；8月下旬，「第1頓內茨克集團軍」升格成第51諸兵種合成集團軍，同時隸屬於南部軍區。

## 结构

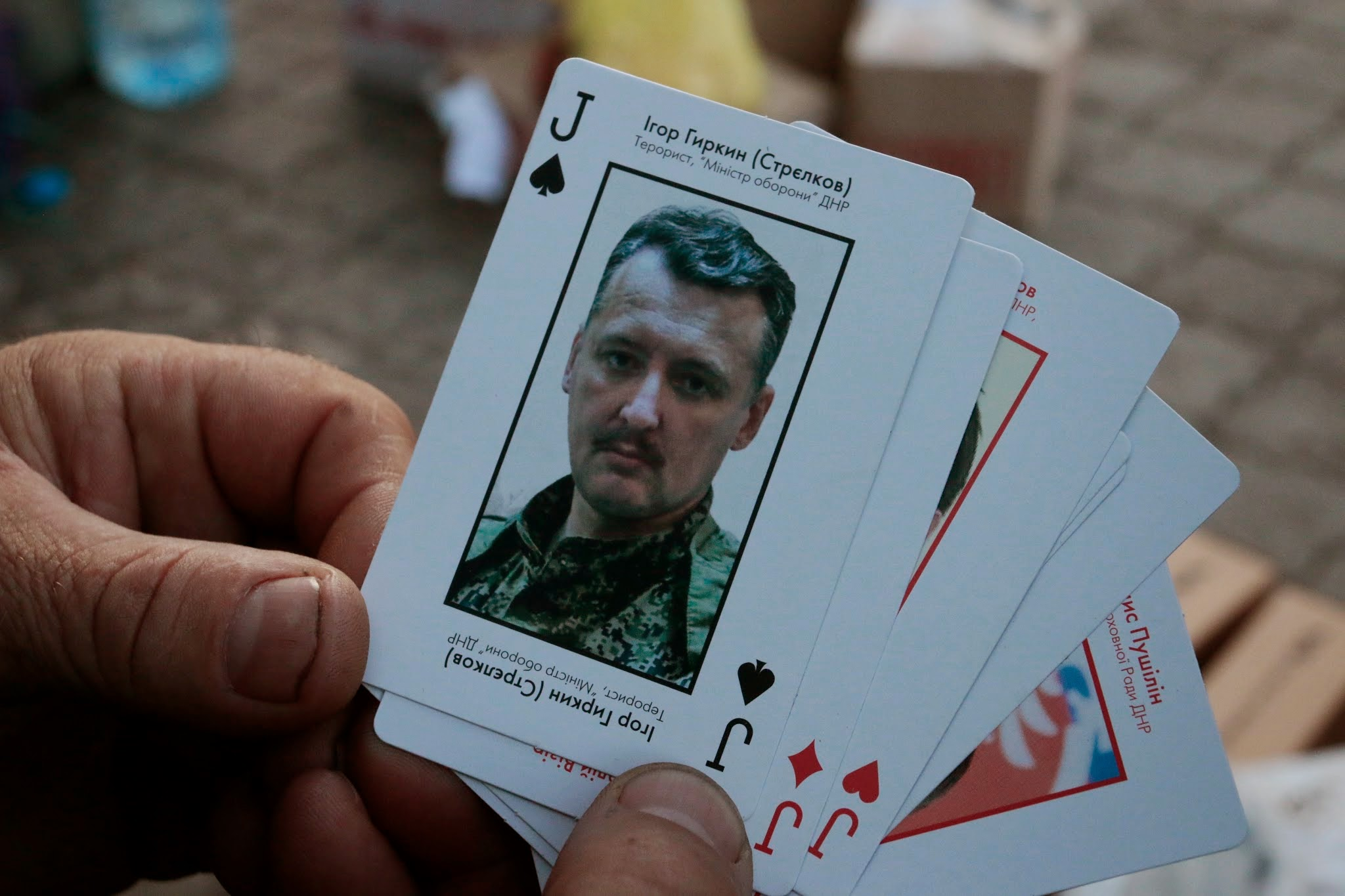
乌克兰印发的包含亲俄武装领导人头像的扑克牌通缉令,这张扑克上的人物是伊戈爾·基爾金（化名伊戈爾·斯特列爾科夫）。

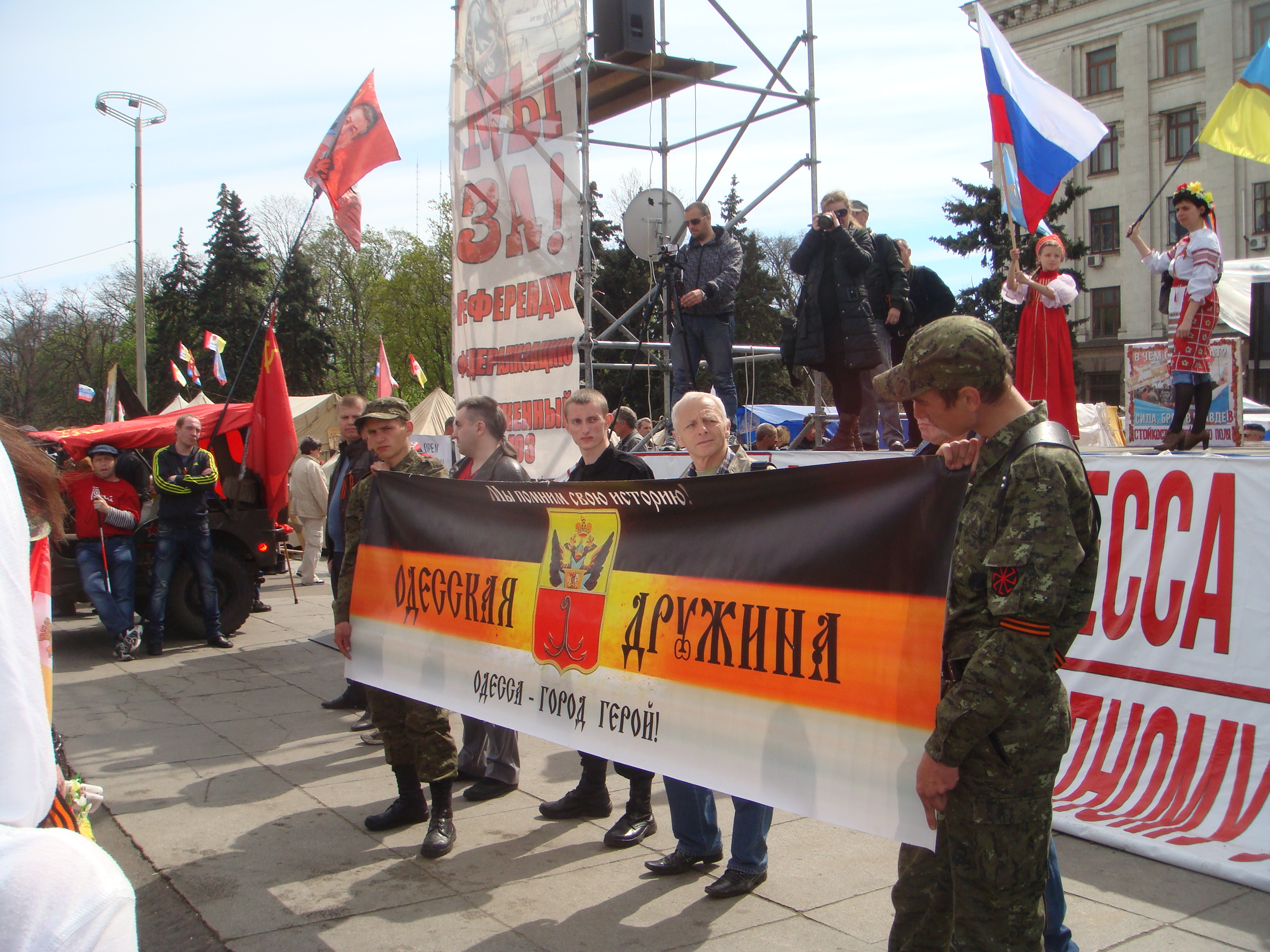
占领敖德萨市中心的“敖德萨部队”（Одесская дружина）武装分子。穿迷彩服者佩戴聖喬治絲帶

### 顿涅茨克人民军
於2024年8月下旬升格成俄羅斯聯邦武裝力量南部军区第51诸兵种合成集团军，2024年9月18日授予“近卫”称号。前身是隸屬於第8近卫合成集团军，由顿涅茨克人民军改組成的第1頓涅茨克集團軍。
- 第51近卫诸兵种合成集团军，前身是第1頓涅茨克集團軍（俄语：1-й армейский корпус (Российская Федерация)）
  - 第1獨立近衛「斯拉维扬斯克」摩托化步兵旅（俄语：1-я отдельная гвардейская мотострелковая бригада）[25]，部隊代號：в/ч00100。
  - 第5獨立「頓涅茨克」摩托化步兵旅（俄语：5-я отдельная мотострелковая бригада），部隊代號：в/ч08805，前身是由俄罗斯东正教军队改組成的第5獨立步兵旅
    - 第1摩托化步兵營
    - 第3摩托化步兵營

  - 第9獨立近衛「馬里烏波爾-興安」摩托化步兵旅（俄语：9-я отдельная гвардейская мотострелковая бригада），部隊代號：в/ч08819，前身是DPR第9摩托化步兵团
    - 第13独立近衛「索马里」突击营（俄语：Отдельный гвардейский штурмовой батальон «Сомали»），部隊代號：в/ч08828，前身是 索马里营，指挥官：中校米哈伊尔·托尔斯特赫 †

  - 第15摩托化步兵“国际旅”
  - 第110近卫摩托化步兵旅（俄语：110-я отдельная гвардейская мотострелковая бригада），部隊代號：в/ч08826，前身是由 共和國衛隊改組成的第110獨立近衛摩托化步兵團
  - 第114獨立近衛「埃納克耶沃-多瑙河」摩托化步兵旅（俄语：114-я отдельная гвардейская мотострелковая бригада），部隊代號：в/ч08818，前身是由东方旅改組成的第11獨立近衛摩托化步兵團。
  - 第132獨立近衛戈爾洛夫卡共和國勳章摩托化步兵旅（俄语：132-я отдельная гвардейская мотострелковая бригада），部隊代號：в/ч08803，前身是由第三戈爾洛夫卡大队改組成的第3摩托化步兵旅[26][27]
  - 第23独立防空导弹旅，前身是第23獨立防空導彈營
    - 第109团
    - 第101团

  - 第14近衛「卡利米乌斯」砲兵旅（俄语：14-я гвардейская артиллерийская бригада），部隊代號：в/ч08802，前身是 卡利米乌斯营（昵称“矿工营”）。
  - 第87摩步团，原DPR第119步兵团
  - 第95摩步团，原DPR第123步兵团 [28]
  - 第10獨立近衛坦克团（俄语：10-й отдельный гвардейский танковый батальон），部隊代號：в/ч08810，前身是柴油机坦克营(俄语：Батальон «Дизель»)，2015年组建，装备了包括T72B1、T-80BVM[29][30]。
  - 第80獨立近衛「斯巴达」偵察營（俄语：80-й отдельный гвардейский разведывательный батальон），部隊代號：в/ч08806，前身是 斯巴达营，指挥官：中校阿森·帕夫洛夫 †、上校弗拉基米爾·佐加 †[31]
  - 第1436团（动员）
  - 第1168团（动员）

已撤編 / 情況不明
- 矿工师
- 第1特种部队营[32]
- 第7摩托化步兵旅[33]
- 第12团[34]
- 第103摩托化步兵团[28]
- 第105摩托化步兵团[28]
- 第107摩托化步兵团[28][35]
- 第109摩托化步兵团[28][36]
  - 皮亚特纳什卡旅[37]
- 第113摩托化步兵团[28][35]
- 第115摩托化步兵团[38]
- 第56獨立特殊用途營
- 第58獨立特殊用途營
- 第125摩托化步兵团 [28]
- 第127摩托化步兵团 [28][39]
- 火箭炮师[40]

### 卢甘斯克人民军
於2024年7月升格成俄羅斯聯邦武裝力量南部军区第3近卫诸兵种合成集团军，前身是隸屬於第8近卫合成集团军，由卢甘斯克人民军改組成的第2近衛盧甘斯克-北頓涅茨克集團軍
- 第3近卫诸兵种合成集团军，前身是第2近衛盧甘斯克-北頓涅茨克集團軍（俄语：2-й гвардейский армейский корпус）
  - 第4近卫摩托化步兵旅（俄语：4-я отдельная мотострелковая бригада），部隊代號：в/ч74347
  - 第6「利西昌斯克英雄」摩托化步兵旅（俄语：6-я отдельная гвардейская мотострелковая бригада (Россия)） - 前身是第6独立哥萨克摩托化步兵团[41][42]
  - 第7獨立近衛摩托化步兵旅（俄语：7-я_отдельная_гвардейская_мотострелковая_бригада），部隊代號：в/ч40321
  - 第85摩步旅，部隊代號：в/ч78064
  - 第123獨立近卫摩托化步兵旅（俄语：123-я отдельная гвардейская мотострелковая бригада），部隊代號：в/ч73438，前身是第2近卫摩托化步兵旅
  - 第127摩步旅，部隊代號：в/ч08807

已撤編 / 情況不明
- 八月营，卢甘斯克人民军唯一的坦克营
- 黎明营
  - 俄罗斯志愿者
- “森林之神”营
- 幽灵旅（俄语：Призрак (бригада)），指挥官阿列克谢·莫兹格沃伊 †[43]
- 魯西奇小組
- 第202摩托化步兵团[28]
- 第204摩托化步兵团[28]
- 第208摩托化步兵团[28]
- 第254摩托化步兵团[28]

## 相关武装

### 克里米亚“小绿人”
- 小绿人 （俄国在克里米亚危机中宣称占领克里米亚各要地的不明武装分子系“当地民兵”[13][14]，但这些武装分子实则是当地俄国军事基地驻扎的俄罗斯正规军。由于多着绿色俄军军装并蒙面，且以除去一切识别标识的面目出现，被称为“小绿人”。）

### 敖德萨武装部队
- 敖德萨武装部队（俄语：Одеська дружи́на）[44]

### 哈尔科夫人民共和国
- “哈尔科夫游击队”[20][21]